# Pilar Roig Picazo
Pilar Roig Picazo (València 1949), és catedràtica i investigadora del Departament de Conservació i Restauració de Béns Culturals de la Universitat Politècnica de València i investigadora de l'Institut Universitari de Restauració del Patrimoni de la UPV. L'any 2015 fou nomenada Acadèmica de Número de la Reial Acadèmia de Belles Arts de Sant Carles, en la secció de Pintura, Gravat i Dibuix.

## Biografia
Va estudiar a l'Escola Superior de Belles Arts, i un cop acabada la carrera va seguir formant-se en restauració, i va beneficiar-se d'una beca de la Fundación Juan March i del Ministeri d'Afers Exteriors, estudiant a Itàlia. Entre els anys 1986 a 1989 fou vicerectora d'Extensió i Imatge Universitària de la Universitat Politècnica de València.

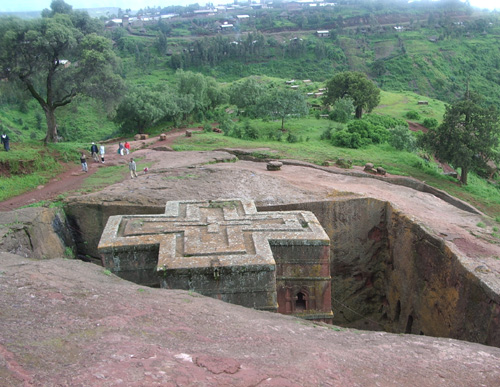

Coneguda internacionalment per haver dirigit a la ciutat etíop de Lalibela, la recuperació d'onze esglésies del segle xii construïdes a la roca. Ha dirigit més de 35 tesis doctorals i la publicació de nombrosos articles i ponències en l'àmbit internacional.
Entre les seus actuacions més importants com a investigadora destaca la restauració de la cúpula de la Basílica de la mare de Déu dels Desemparats de València (entre 1998 i 2003) que va rebre el premi Europa Nostra en 2006, des de l'any 2003 la recuperació de la volta de l'església de Sant Joan del Mercat, i de les pintures de la volta de l'església de Sant Nicolau.
En 2018 va rebre el premi eWoman a la seua trajectòria professional, junt a Julieta XLF a la categoria d'Art Digital i Xarxes socials i la fundadora de la marca de joies Singularu Cristina Aristoy guanyadora del premi de negoci en línia.